# Jelena Stasova
Jelena Dmitrijevna Stasova (Russisch: Еле́на Дми́триевна Ста́сова), (nabij Sint-Petersburg, 3 oktober 1873 - Moskou, 31 december 1966) was een Russisch communistisch revolutionaire en politica. Ze gold als een van de naaste en trouwste medewerkers van Lenin.

## Leven, politieke carrière

#### 1873-1916
Stasova werd geboren in een welgestelde Peterburgse familie. Haar vader was een vooraanstaand advocaat, haar moeder een bekend feministe, kunstcriticus Vladimir Stasov was haar oom. Na afronding van het gymnasium ging ze lesgeven aan zondagsschool voor kinderen uit de lagere sociale klassen. Daar sloot ze vriendschap met collega-docente Nadezjda Kroepskaja, de latere echtgenote van Lenin.
Vanaf 1898 wijdde ze zich volledig aan de revolutionaire zaak. Ze sloot zich aan bij de Russische Sociaaldemocratische Arbeiderspartij en vanaf 1903 (na de breuk met de mensjewieken) bij de bolsjewieken van Lenin. Lange tijd zou ze diens belangrijkste agente in Sint-Petersburg zijn. Ze was betrokken bij tal van illegale activiteiten, waaronder verspreiding van de illegale krant Iskra, werd meermaals gearresteerd en in 1913 naar Siberië verbannen. In 1916 keerde ze terug naar Sint-Petersburg.

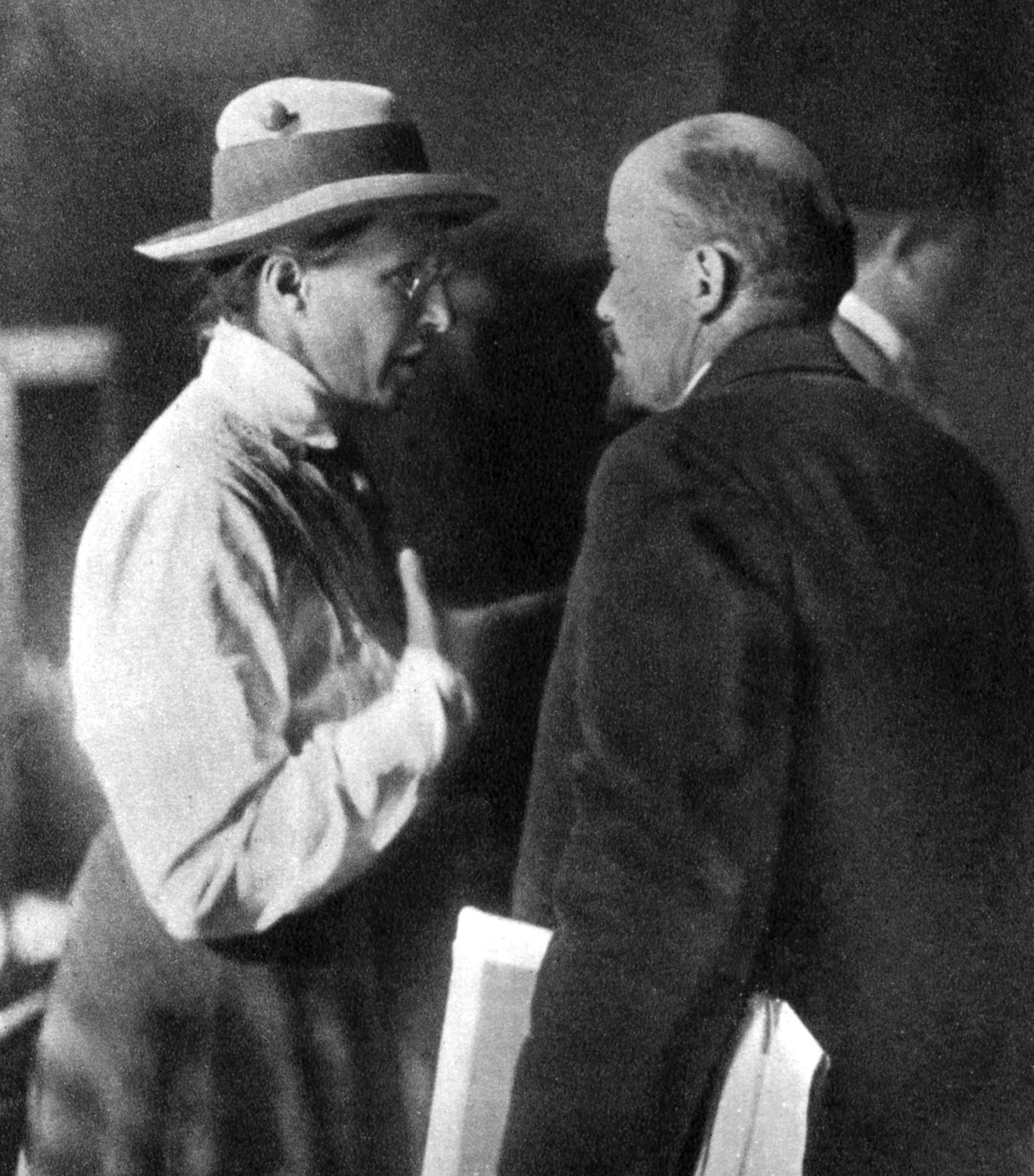
Stasova met Lenin op het tweede Comintern-congres, 1920

#### 1917-1925
Tijdens en vooral ook in de eerste jaren na de Russische Revolutie speelde Stasova een vooraanstaande rol in de Russische politieke arena. Ze werd geroemd om haar organisatietalent. Direct na de Februarirevolutie van 1917 werd ze secretaris van het eerste Centraal Comité van de Communistische Partij. Tevens maakte ze vanaf augustus 1917 deel uit van het eerste Secretariaat van de Communistische Partij van de Sovjet-Unie, waarvan ze in 1919 een aantal maanden voorzitter was. Van 1918 tot 1920 was ze kandidaatlid van het Politbureau. Ze was een van de oprichtsters van de Tsjeka. Van 1921 tot 1925 verbleef ze te Berlijn als Sovjet-afgevaardigde in het uitvoerend comité van de Komintern.

#### 1925-1966
Na haar terugkeer in de Sovjet-Unie was Stasova tot 1937 secretaris van de Internationale Rode Hulp. Ze ontkwam aan de Grote Zuivering van Stalin en was bij diens dood in 1953 de enige overlevende van de 26 leden die tijdens de revolutie het eerste centraal comité hadden gevormd. In 1948 werd ze nog wel berispt en zelfs enige tijd gevangen gezet vanwege een lofrede op Nikolaj Boecharin. Stasova kreeg viermaal de Leninorde, alsook de eretitel Held van de Socialistische Arbeid. Ze overleed op oudejaarsdag 1966 op 93-jarige leeftijd.

## Noot
1. ↑  In 1961 nam Stasova het andermaal op voor Boecharin en diende samen met drie anderen een rehabilitatieverzoek in, opnieuw tevergeefs. Boecharin werd pas tijdens de glasnost in ere hersteld.

- CiNii: DA04278621
- Gemeinsame Normdatei: 109075285
- International Standard Name Identifier: 0000 0001 0967 3349
- Library of Congress Control Number: n82260192
- Nationale Bibliotheek van Tsjechië: ola2003167486
- Nationale Bibliotheek van Israël: 987007301107605171
- Nationale Bibliotheek van Polen: a0000002797709
- Nederlandse Thesaurus van Auteursnamen: 07130472X
- Istituto Centrale per il Catalogo Unico: SBLV260641
- Système universitaire de documentation: 127366156
- Virtual International Authority File: 43204060
- WorldCat: E39PBJtcMmDjYPkMpXxtrcp9Dq